# Canalizarea Romei antice

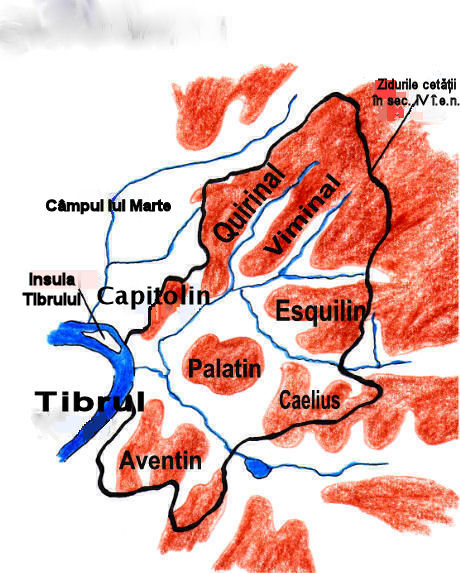
Colinele Romei antice

Canalizarea Romei antice este unul din cele mai vechi sisteme de canalizare din lume. Canalizarea nu servea doar pentru evacuarea reziduurilor, ci avea mai multe funcțiuni, printre care tranzitarea apelor pluviale care se scurgeau de pe colinele din oraș prin diferite cursuri de apă mici, evacuarea apelor de infiltrație provenind din sistemele de alimentare cu apă, evacuarea apelor uzate de la băile publice și drenarea zonelor joase, mlăștinoase din lunca râului Tibru
Ținând seama de topografia terenului, Roma antică era deservită de trei sisteme de canalizare independente:
- Sistemul Campus Martius
- Sistemul Cloaca Maxima
- Sistemul Circus Maximus

Fiecare din aceste sisteme consta dintr-un canal colector în care se vărsau diferite canale de ramificație.

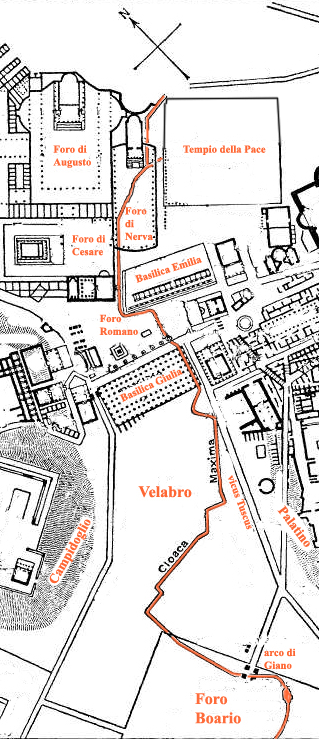
Zona centrală a Romei antice cu traseul canalului colector Cloaca Maxima

## Sistemul Campus Martius
Sistemul Campus Martius evacua apele din partea orașului situată la nord de dealurile Capitolin și Quirinal. Din acest sistem rămân doar puține porțiuni, anume:
- Un tronson lungul actualului Corso Umberto I de la San Carlo la Palazzo Sciarra
- Un tronson lungul actualei Via del Seminario până la Panteon
- Un tronson de la actuala Piazza Mattei până la Tibru,

Se pare că inginerii din antichitate au profitat de avantajul drenajului care era furnizat de Petronia Amnis un pârâu care origina din izvorul Cati fons de pe coasta vestică a Quirinalului și traversa câmpul lui Marte, vărsându-se în Tibru lângă navalia, zona portuară pentru navele de război romane.

## Sistemul Circus Maximus
Sistemul Circus Maximus este cel mai puțin cunoscut dintre sistemele de canalizare ale Romei antice. El drena partea de sud a orașului și avea 8 canale de ramificație care se uneau într-un canal colector, care debușa în Tibru cu cca. 100 m. aval de Cloaca Maxima.

## Sistemul Cloaca Maxima

### Istoric
Sistemul Cloaca Maxima, cel mai mare sistem de canalizare al Romei antice, drena partea centrală a orașului, în particular văile dintre dealurile Esquilina, Viminal și Quirinal. El este și sistemul cel mai bine cunoscut, la aceasta contribuind atât faptul că a fost amintit în repetate rânduri de diferiți scriitori din antichitate. Din acest sistem s-au păstat până azi mai multe porțiuni ale canalului, care au făcut obiectul unor studii arheologice. 
Conform tradiției, sistemul a fost început în jurul secolul VI î.Hr. la ordinele regelui Romei, Lucius Tarquinius Priscus, (deși, în contradicție cu alți istorici Titus Livius îl acordă acest  credit lui Tarquinius Superbus). Se pare că lucrarea a fost executată cu ajutorul unor ingineri etrușci. Date aspra lucrării sunt prezentate de Titus Livius, Dionysius din Halicarnas,  Strabo   și Plinius cel Bătrân. Tradiția a fost confirmată de excavațiile recente din forul roman unde s-au găsit unele dovezi ale existenței unui asemenea sistem încă din acea perioadă.
Totuși alte informații ale acestor cronicari sunt probabil incorecte, având în vedere că erau relatate la câteva sute de ani după evenimente și deci nu se puteau baza pe surse directe. Astfel Titus Livius susține că lucrarea a fost făcută prin excavații subterane, ca un tunel. Excavațiile arheologice au demonstrat însă că este mult mai plauzibilă ipoteza realizării lucrării într-o  primă etapă ca un sistem de canale deschise. Acestea urmau cursul a trei pâraie care veneau de pe dealurile din vecinătate și se uneau într-un curs de apă mai mare care ducea apele până în vecinătatea forului roman și de acolo în Tibru. Porțiunea de după confluență până în Tibru a căpătat denumirea de Cloaca Maxima. Traseul ei inițial urmărea cursul de apă care se scurgea prin porțiunea mlăștinoasă a luncii Tibrului, și pe care inginerii lui Tarquinius l-au reprofilat și consolidat cu ziduri laterale, menținându-i însă cursul relativ sinuos. Din punct de vedere tehnic, lucrarea inițială nu reprezenta o lucrare de canalizare ci una de reprofilare și regularizare a unui curs de apă.
Unii arheologi conderă eronată cronologia conform căreia execuția inițială a canalului a avut loc în perioada regilor Romei, deoarece, în special pe tronsoane aval, nu au fost găsite urme ale unor lucrări atât de vechi. Aceste argumente nu au niciun fundament tehnic. Pe de o parte, din moment ce tronsonul din lunca Tibrului nu era situat în partea locuită a orașului, ci într-o zonă de cimitire, nu era necesar ca pe marginile canalului să se execute ziduri de sprijin de piatră, ci putea fi executat un simplu canal în săpătură. Cum, din cauza sporirii debitelor din amonte, din care o parte însemnată provenea din infiltrațiilor unor apeducte executate mai târziu, porțiunea aval a canalului colector era cea care inevitabil avea o secțiune insuficientă care trebuia mărită. Astfel, chiar dacă ar fi existat ziduri ale canalului, acestea ar fi trebuit dărâmate pentru lărgirea secțiunii. În sfârșit deși are anumite curbe, traseul actual al canalului este mult mai puțin sinuos decât traseul natural al unui mic râu într-o zonă de luncă. De aceea, este evident că multe părți ale traseului inițial au fost abandonate și rectificate ulterior, atât din motive hidraulice cât și pe considerente urbanistice.
Pe măsură ce orașul se dezvolta, s-a extins și rețeaua de canale afluente, astfel încât să deservească noi porțiuni ale orașului, canale care probabil erau tot deschise, în faza lor inițială. Aceasta este dovedit de existența, în pereții unora din canalele mai vechi, a unor goluril care serviseră la așezarea bârnele de lemn pentru podețele care traversau canalul. Faptul că, în piesa sa Curculio, scriitorul Plautus care a trăit între 254 și 184 î.Hr. se referă la sistemul de canalizare cu expresia “in medio propter canalem”  a fost considerat de unii istorici ca o dovadă suplimentară că Cloaca maxima era descoperită pe vremea lui Plautus și acoperită abea ulterior.
Studiile arheologice arată că din secolul VI î.Hr. până în perioada imperiului, și chiar mai târziu, au fost executate numeroase lucrări de refacere, mai mult sau mai puțin radicale. Studiile au aratat existența diferitor tehnologii de lucru și a unor materiale specifice diferitelor epoci, ceea ce demonstrează că asemenea lucrări de întreținere, reabilitare și extindere au fost făcute de mai multe ori și permite datarea aproximativă a lucrărilor.  
Nu există o evidență a tuturor acestor modificări, dintre care unele aveau un caracter local, iar altele erau mai radicale. Multe părți ale sistemului de canalizare nu au făcut încă obiectul unor studii arheologice detaliate și este posibil ca viitoare excavații să scoată în evidență noi detalii. Lucrări importante de refacere a canalului Cloaca Maxima au fost întreprinse în 184 î.Hr., când Cato cel Bătrân era cenzor, pentru aceste merite ridicându-i-se o statuie în Templul lui Salus. Alte lucrări de refacere au fost executate în anul 78 î.Hr.  în vremea lui Sulla.
Pentru a realiza schema gradioasă a lui Iuliu Caesar a unui oraș nou, la un nivel mai ridicat, era necesară o renovare a întregului  sistem de canalizare. Dionysius descrie aceasta ca o lucrare de proporții colosale, drenând fiecare stradă a orașului. Se pare că August a încredințat realizarea lucrărilor lui  Marcus Vipsanius Agrippa, unul din edili orașului, care în anul 33 î.e.n. a inspectat canalul și a ordonat executarea lucrărilor de modernizare. În paralel cu modernizarea lucrărilor de canalizare, amenajările întreprinse în această perioadă cuprindeau și regularizarea cursului Tibrului ținând seama de traseul unei noi îndiguiri. Lucrările au continuat până în anul 8 î.Hr. fiind terminate la 4 ani după moartea lui Agrippa.

### Traseul Cloacei Maxima
Diferitele descrieri ale sistemului, prezintă uneori informații aparent contradictorii, pentru că unele se referă și la unele canale afluente, dându-le tot numele de Cloaca Maxima  pe când altele se referă doar la canalul principal. De fapt, Cloaca propriu zisă este exclusiv la canalul colector.
Cloaca începea în Argiletum în apropiere de Templul Minervei. Existau diferite canale secundare care debușau în acest punct, unul în lungul Forului lui August iar  altul venind din Argiletum. Din acest punct inițial, traseul colectorului urmărea strada din lungul Forului lui August și celui al lui Iulius Cezar până în dreptul Basilicii Aemilia. Prima parte, cea din dreptul Forului lui August, este construită exclusiv in peperino, cu partea superioară boltită și este pavat cu blocuri de lavă, un stil de construcție caracteristic perioadei republicii. Partea din dreptul Forului lui Iulius Cezar are atât pereții și bolta din blocuri mari de piatră de gabin, sistem de construcție specific perioadei imperiale. Aici canalul are o înălțime de 4,20 m și o lățime de 3,20 m. 
În continuare cloaca traversa oblic zona care se află azi sub nava Basilicii Aemilia; această porțiune a fost reconstruită din tuf și travertin în anul 34 d.Hr. În fața Basilicii exista un templul Sacrum Cloacinae dedicat zeiței Venus Cloacina, zeița curățeniei, protectoarea sistemului de canalizare. Apoi, canalul făcea un cot pentru a trece prin zona Forului Roman pentru ca apoi să urmeze un traseu spre sud-vest, trecând prin fața Basilicii Iulia. Porțiunea de sub treptele Basilica Iulia a fost executată pe vremea lui Iulius Cezar odată cu basilica. Traseul continuă apoi paralel cu Vicus Tuscus, strada care ducea în Velabrum. În zona forurilor, Cloaca Maxima colecta apele aduse de o serie de canale laterale dintre care cele mai imporante sunt:
- Ramura venind din Tullianum (sau închisoarea Mamertină) de pe versantul colinei Capitoline trecea în lungul Forului lui Iulius Cezar și se unea cu Cloaca în amonte de Basilica Aemilia, După caracteristicile construcției, este vorba despre o ramură mai recentă, ceea ce confirmă ipoteza că această ramură și secțiunea din Cloaca în care se vărsa, au fost executate în același timp cu reconstrucția Basilicii Aemilia, după focul din anul 14 î.Hr.;
- Ramura din lungul  căii Sacra Via în lungul Casei Vestalelor, care se unea cu Cloaca, în punctul unde aceasta cotea pentru a trece pe sub Forul Roman. Nu au fost încă excavate ramificații sub forul însuși;
- O ramură mai veche care trecea prin fața Templului lui Castor
- O altă ramură venind din spatele Templului lui Castor, executată probabil în epoca lui Octavian August.
- o ramură care deservea izvoarele nimfei Juturna (Lacus Iuturnae)  executat probabil la sfârșitul epocii republicii sau în epoca lui August;
- o ramură care venea din direcția arcului lui Septimiu Sever, în lungul Forului Roman.
- .  o ramură importantă cobora sub strada Clivus Capitolinus, aproximativ până în dreptul Templului lui Jupiter Capitolinus pentru ca apoi să traverseze Vicus Iugarius înainte de a se vărsa în Cloaca. Această ramură a fost de asemenea realizată în perioada lui August.

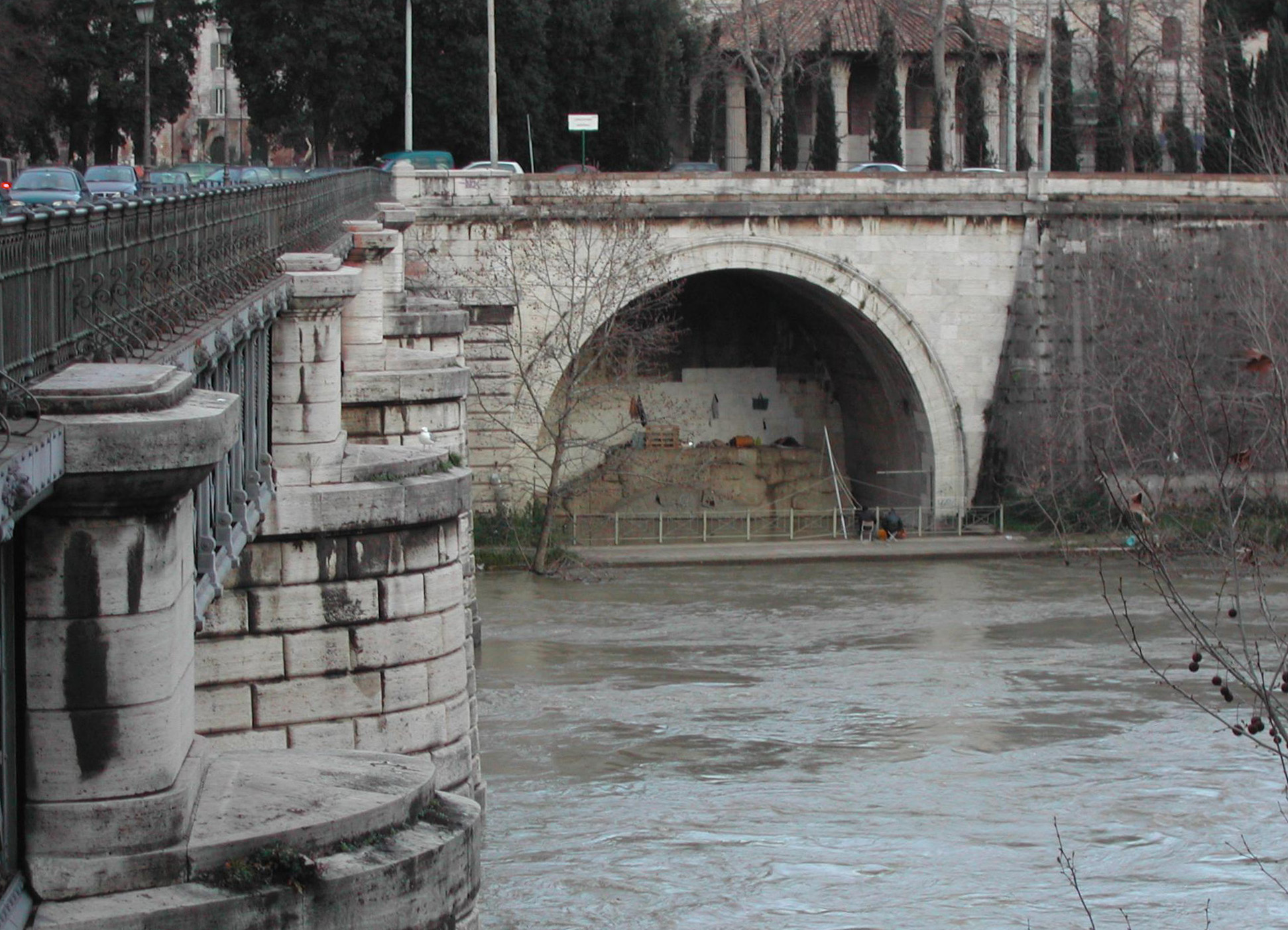
Vedere a debuşării colectorului Cloaca Maxima în râul Tibru

În perioada finală existau și diferite canale colectoare mai mici care deversau apele în canalul principal. Se presupune însă că toate aceste canale colectoare deserveau băile publice, toaletele publice sau alte edificii publice. 
Un alt monument care este legat de Cloaca Maxima este Arcul lui Janus Quadrifons. Semnificația nu este cunoscută, însă constructorii au avut grije să construiască arcul exact deasupra canalului, Arcul lui Janus Quadrifons în Velabrum marchează limita de nordest a Forumului Boarium  unde se ținea târgul de vite. El este construit din cărămizi și acoperit cu marmură albă. El a fost construit probabil în perioada domniei împăratului Constantin I cel Mare (306-337) fiind numit și “Arcus Constantini.” De la acest arc Cloaca Maxima trece sub Forum Boarium pentru a se vărsa în Tibru.
Tot în aceeași zonă a Romei, la intrarea în biserica Santa Maria in Cosmedin, în apropiere de vechiul amplasament al Forumului Boarium se află în prezent monumentul numit Bocca della Verita. Monumentul, care reprezintă imaginea zeului Oceanus, este în prezent un punct de atracție turistică. Se afirmă că gura statuii se închide și taie mâna oricăruia spune o minciună dacă are mâna în gura statuii, acționând ca un vechi detector de minciuni. În realitate Bocca della Verità este un capac de canalizare din sistemul Cloaca Maxima, probabil din dreptul templului lui Hercules din Forum Boarium.
Punctul de vărsare a canalului Cloaca Maxima în râul Tibru mai este vizibil astăzi lângă Ponte Rotto și lângă Ponte Palatino. Există o scară care coboară până în canal lângă Basilica Julia din For.  O parte din canal mai este vizibilă de pe terenul din fața bisericii San Giorgio al Velabro. Se afirmă uneori că canalul este în funcțiune și în prezent, ceea ce nu este adevărat. Prin canal se scurge în prezent doar apa care provine din infiltrații.

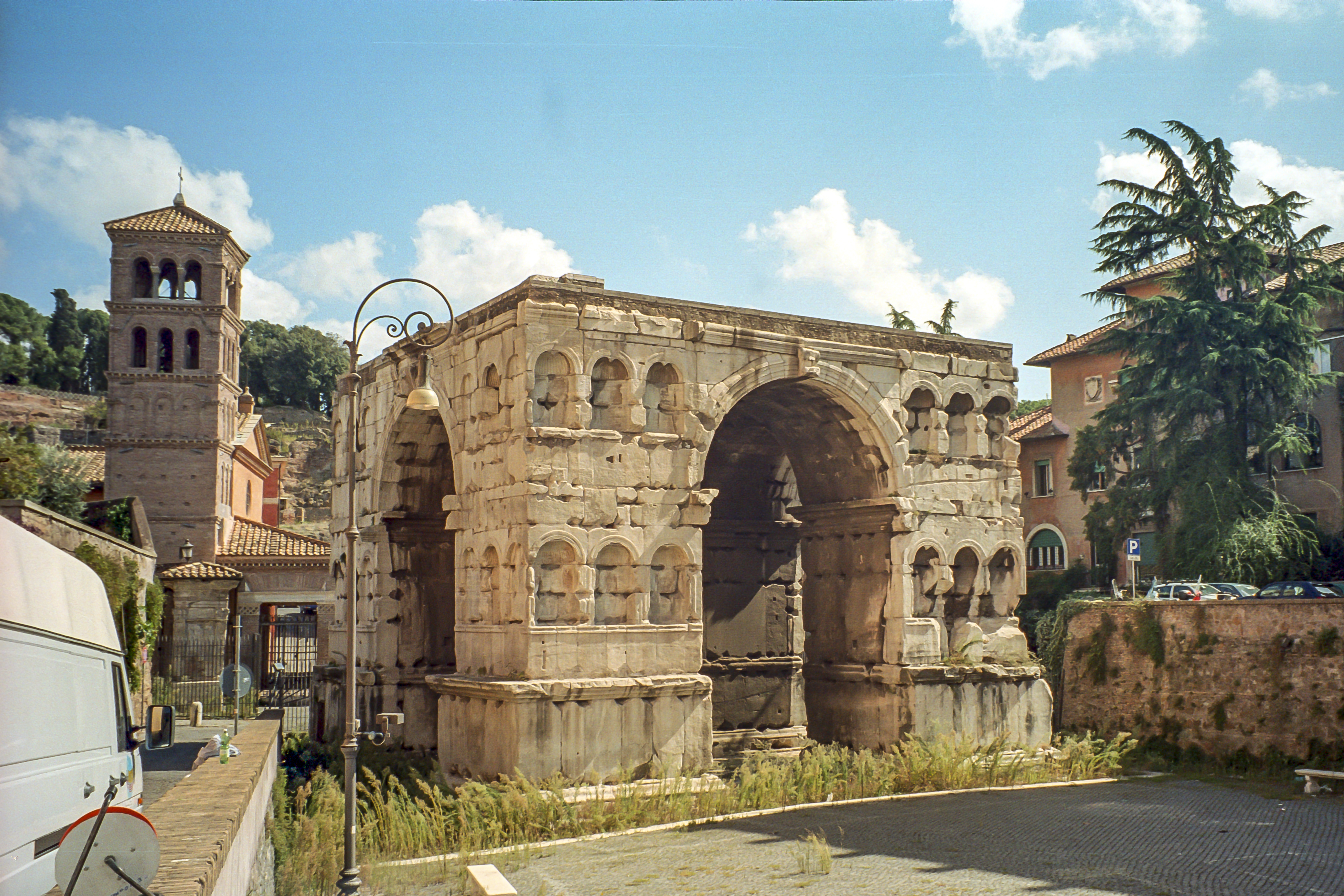
Arcul lui Janus Quadrifons construit exact deasupra canalului colector Cloaca Maxima din Roma

### Exploatarea sistemului Cloaca Maxima
În timpul imperiului roman, Cloaca Maxima și canalele afluente au fost bine întreținută. Roma avea funcționari publici, numiți “edili” care se ocupau de coordonarea întreținerii sistemelor de canalizare. Există mărturii care arată că sistemul de canalizare mai era în funcțiune cu mulți ani după căderea imperiului roman de apus. Istoricul Cassiodorus arată că pe vremea regelui ostrogot Teodoric  canalizările Romei mai erau considerate ca fiind lucrări remarcabile.
Unele porțiuni ale sistemului mai sunt utilizate și astăzi. Ele au fost însă legate la sistemul colector modern al orașului, care evacuează apele în aval de oraș, pe de o parte pentru a evita refluxul apei Tibrului în canal în perioadele de ape mari, iar pe de altă parte pentru a permite epurarea apelor. Refluxurile aveau loc și în perioada romană și Pliniu se plânge de aceste efecte.
Există diferite relatări, mai mult sau mai puțin credibile, că în anumite cazuri Romanii aruncau cadavrele unor persoane indezirabile în Cloaca Maxima. Printre acestea se află împăratul Elagabalus și Sfântul Sebastian. 

## Evacuare a deșeurilor din locuințele Romei Antice

### Canalizarea caselor de locuit din Roma antică
Unii arheologi  consideră că sistemul de canalizare al Romei antice nu era eficient deoarece erau foarte puține reședințe care erau conectate la sistemul de canalizare. Totuși, după anul 100 AD, când rețeaua de canalizare era practic terminată a început și racordarea la canalizarea orașului a caselor oamenilor cu stare.
Neavând instalații sanitare în case, romanii aveau două alternative:

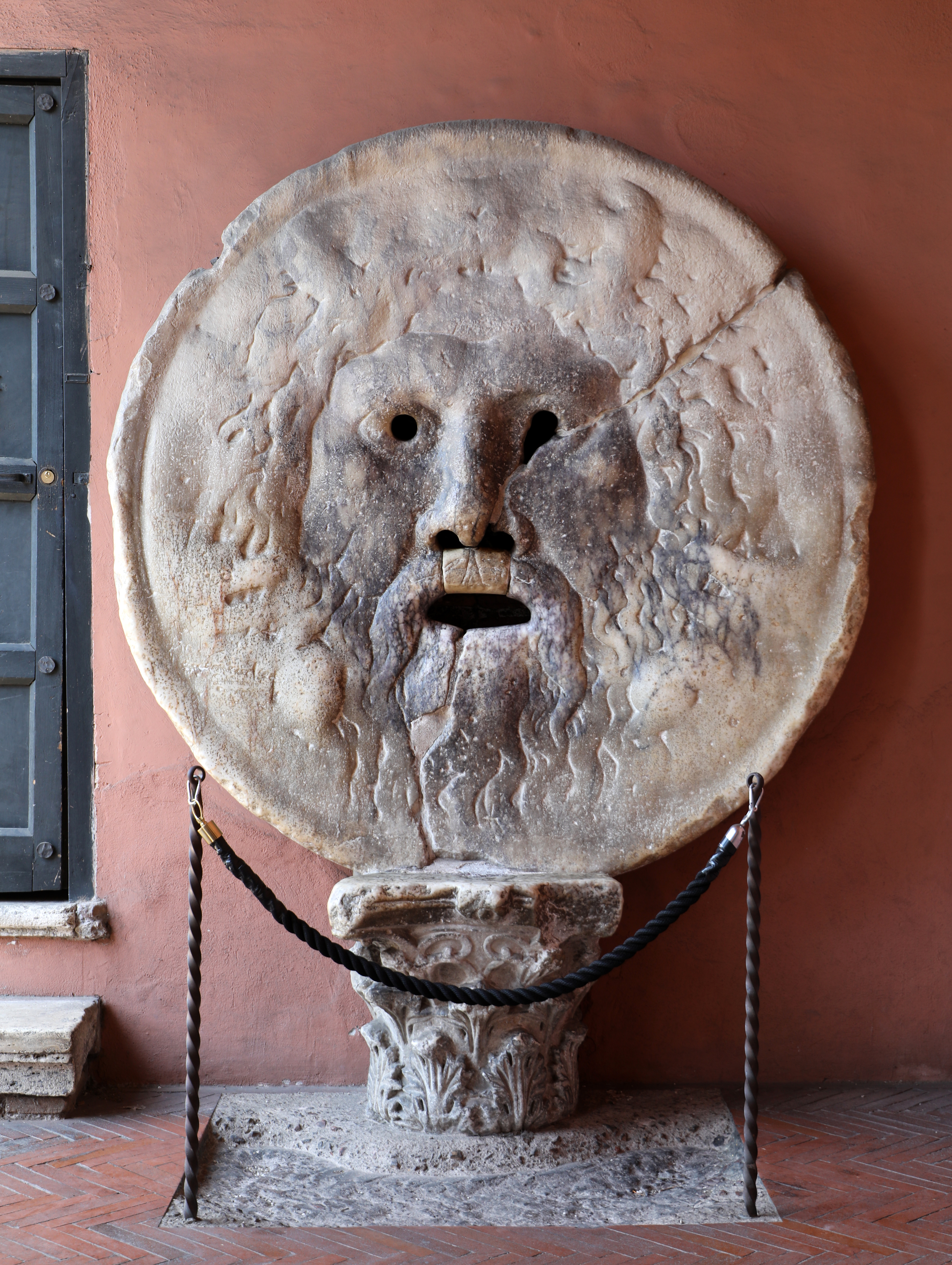
’’’Bocca della verita’’’ situată lângă biserica Santa Maria in Cosmedin, este de fapt o veche gură de canal din sistemul de canalizare Cloaca Maxima

- - pentru o sumă relativ redusă ei puteau utiliza latrinele publice, care existau în tot orașul și care erau conectate la canalizare. Canalizările romane par să fi cuprinsf cel mai vechi sistem de latrine publice cu plată din lume.
  - Să utilizeze țucalele, soluție pentru straturile mai sărace ale populației, care nu-și puteau permite să plătească de câteva ori pe zi accesul la latrinele publice. În principiu, țucalele trebuiau golite în haznale sau în vase mari, așezate sub scări, care erau apoi transportate și golite în gurile de canal de pe străzi. Erau însă mulți care găseau drumul până la cisterne sau la gurile de canal prea lung, și preferau să le golească pe fereastră în stradă.

Asemenea neplăceri sunt citate de Juvenal 

”Ad cenam si intestatus eas: adeo tot fata, quot illa nocte patent uigiles te praetereunte fenestrae. Ergo optes uotumque feras miserabile tecum, ut sint contentae patulas defundere pelues” 
Saeva urbs. 
”Dacă pleci să iei cina în oraș fără a-ți face testamentul, ignorând pericolele care te amenință dela fiecare fereastră, roagă-te ca soarta să fie milostivă cu tine și să nu-ți cadă în cap decât conținul unui țucal care se golește.” 
Orașul sălbatic

Trebuie menționat că, după cum relatează Cicero Horațiu și Juvenal  la etajele superioare stăteau de obicei oameni mai săraci care nu dispuneau de sclavi pentru diferite servicii și trebuiau să se deplaseze singuri pentru ducerea deșeurilor la locurile de colectare.

### Edictul Dejecti Effusive Actio
Trecătorii murdăriți sau răniți nu puteau face altceva decât să se adreseze justiției. Problema deșeurilor aruncate pe fereastră nu era de importanță minoră, deoarece mulți juriști romani au analizat implicațiile juridice. Pe vremea lui Marcus Tullius Cicero senatul roman a aprobat un edict, numită Dejecti Effusive Actio  care se ocupa de problema dejecțiilor aruncate pe străzile orașului. 

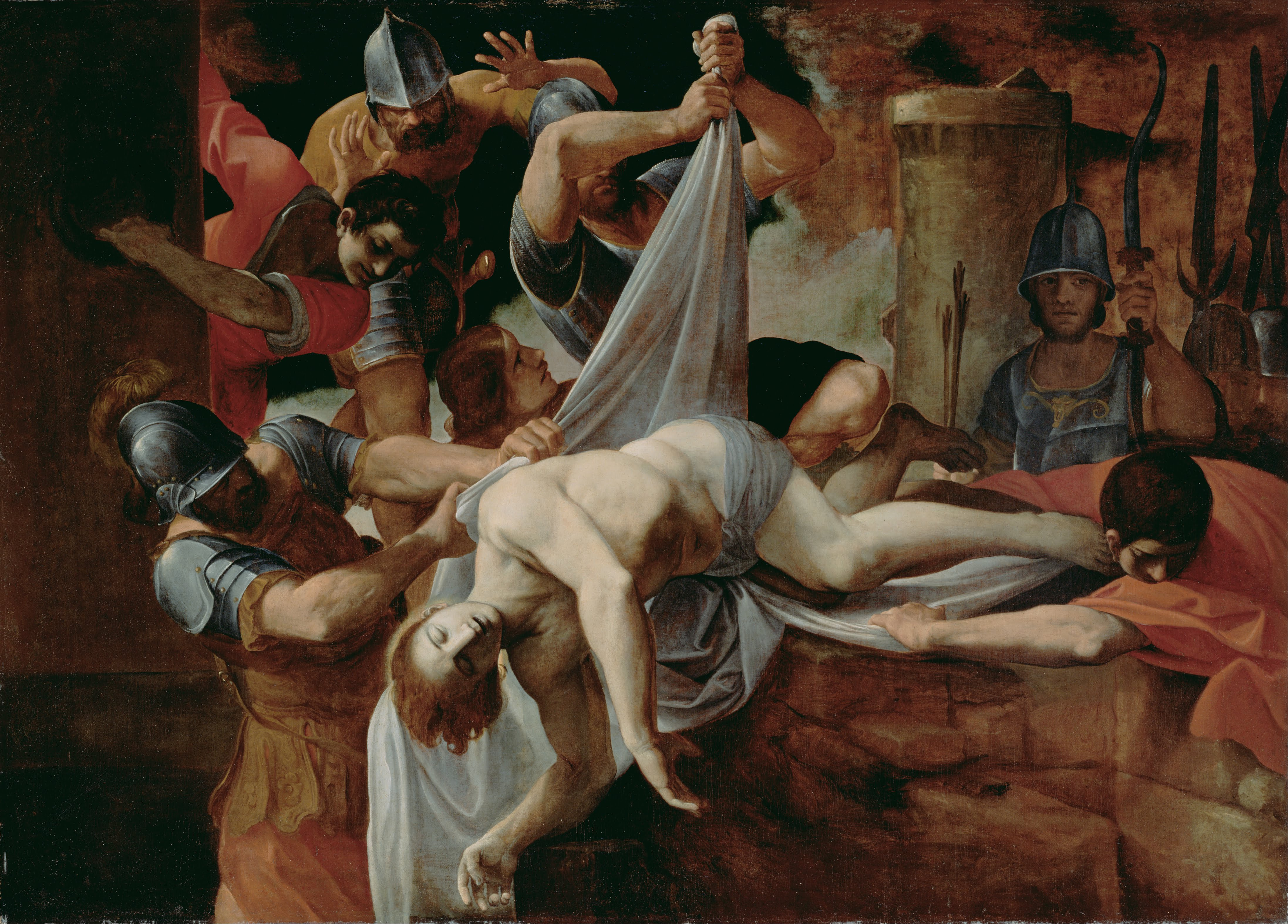
Lodovico Carracci – Corpul Sfântului Sebastian aruncat în Cloaca Maxima.
Sfântul Sebastian este de obicei reprezentat legat de un stâlp, rănit de săgeţi. El nu a murit însă în timpul acestui supliciu. Tabloul lui Lodovico Carracci arată momentul în care, după ce a fost omorît în bătaie de soldaţii romani, aceştia îi aruncă în Cloaca Maxima © J. Paul Getty Trust

Conform edictului, dacă o persoană arunca sau vărsa ceva de pe ferestrele unor camere situate la etajele superioare (“caenaculum”) pe un drum care era frecventat de trecători sau pe o piață unde oamenii se întâlneau să stea, și prin aceasta vătăma o persoană, edictul acorda părții vătămate diferite compensări. Acțiunea era intentată împotriva persoanei care ocupa acel  “caenaculum”. Dacă în momentul faptei existau mai multe persoane în cameră și făptașul era incert, acțiunea putea fi intentată împotriva oricăruia din ocupanți. Dacă un “liber” era ucis de un obiect aruncat pe fereastră, despăgubirea era de 50 aurei (monezi de aur). În principiu, în caz de deces, oricine putea cere despăgubirea, în termen de un an de la accident, însă se acorda preferință rudelor prin alianță (“affines”) sau descendenților (“cognati”). Dacă un om era doar vătămat, pagubele erau definite ca fiind "quantum ob eam rem aequum judici videbitur eum cum quo agatur condemnari," ceea ce includea costurile medicale și alte cheltuieli pentru tratament sau necesare pentru însănătoșirea victimei, costul timpului pierdut pentru acestea, precum și valoarea totală a veniturilor de care victima fost deprivată sau de care urma să fie deprivată în viitor, ca urmare a incapacității de a lucra rezultată în urma vătămării. Despăgubirea reprezenta dublul valorii pagubei suferite (“actio in duplum”). Aceleași prevederi sunt repetate de Ulpian, un jurist roman din secolul al IV-lea, care a prezentat indiciile pe baza cărora partea vătâmată îl putea identifica pe făptaș.  Totuși, nu se acordau despăgubiri decât dacă victima era rănită iar costul îmbrăcăminții deteriorate nu era inclus în valoarea pagubelor. Unii juriști consideră că prevederile erau aplicabile doar dacă accidentul avea loc în timpul zilei dar nu și în timpul nopții. 

### Sistemul de latrine publice
Latrinele publice au început să apară în Roma începând cu secolul II î.Hr și numărul lor a crescut pe măsura extinderii sistemului de canalizare. Se pare că în anul 315 AD existau 144 de closete publice în Roma. Locul unde Iulius Cezar a fost asasinat în Curia Pompei din Theatrum Pompeium a fost declarat „locus sceleratus” de Octavian August; drept urmare statuia lui Pompei fusese mutată din curie, și locul a fost transformat în latrină publică. 
Muncitorii care prelucrau țesăturile la Roma descoperiseră că amoniacul are proprietatea de a le albi, urina fiind în acea perioadă singura sursă de a procura amoniac. Ca atare, împăratul Vespasian a ordonat ca produsul in urinalele orașelor să fie colectat, decantat și depozitat în cisterne, pentru ca apoi să fie vândut breslei țesătorilor. Se spune că la protestele lui Titus, fiul lui Vespasian, împotriva acestei practici, împăratul i-a pus o monedă de aur sub nas, spunându-i că „aurul nu are miros”  afirmație care este utilizată și în prezent sub forma „banii nu au miros”). La începutul domniei lui Vespasian imperiului fusese într-o situație financiară dezastroasă, pe când la moartea sa vistieria era plină. Nu se știe cu cât venitul latrinelor a contribuit la această redresare economică, însă nu există nicio îndoială că în Roma antică funcționau curățătorii chimice și reciclarea deșeurilor era o politică de stat.